# Caenocara bovistae
Caenocara bovistae är en skalbaggsart som först beskrevs av Hoffmann 1803.  Caenocara bovistae ingår i släktet Caenocara, och familjen trägnagare. Arten är reproducerande i Sverige.